# ウィル・リー (俳優)
ウィル・リー（Will Lee、1908年8月6日 – 1982年12月7日）は、アメリカ合衆国の俳優。

## 誕生
彼はニューヨーク州のブルックリンでユダヤ人の息子として誕生した。彼の父は製本職人だったが、経済の悪化によりクビになった。リーは、ニューヨークでいろんな仕事をし（絵画の仕事など）、性格俳優として舞台の仕事もこなしてきた。

### フーパーさんの初登場と死
1969年より放送が始まった子供向け番組『セサミストリート』でフーパーさん（Mr. Hooper）の役に抜擢され、第1回放送より出演した。セサミワークショップのジョー・ガンツ・クーニー社長は、「彼がたくさんの子供たちに『お年寄りの人や若い子達にも言いたい事がたくさんあるんですよ』という言葉を頂いたわ」と語っていた。

#### その後
ウィル・リーは、ニューヨーク州マンハッタンにあるレノックスヒル病院にて、1982年12月7日に心臓発作で亡くなった。リーは生涯独身で子供もいなかったと言う。『セサミストリート』におけるフーパーさんとしての出演は、同年から翌1983年に掛けて放送されたシーズン14が最後となった。
ウィルの死後、番組側はフーパーが仕事を引退してフロリダに引っ越すと言う筋書きを用意していた。しかし、製作チームは番組を見ている子ども達はフーパーの死を受け入れられるだろうと判断し、ウィルの死を真っ向から取り上げる事で彼の死を弔った。
そして『セサミストリート』シーズン15 第1839話「Farewell, Mr. Hooper」がアメリカで1983年11月24日に放送され、フーパーさんの死を直接説明する教育的な内容となった。この回は多くの評価を受け、後の2003年には第30回デイタイム・エミー賞で言及された。尚、日本では当時NHKがセサミストリートの放送を中断していた時期（1982年 - 1987年）であった為、本エピソードも放送されていない。

## 出演作品

### 映画
- Whistling in the Dark（ハーマン）
- Melody Lane（ミスター・ルッソ）
- 『ブロードウェイ』 Babes on Broadway（ショーティー）※1940年版
- 『教授と美女』 Ball of Fire（ベニー・ザ・クリープ）
- 『逃走迷路』 Saboteur（ロジャース）
- 『真昼の暴動』Brute Force（コンヴィクト）
- Casbah（Begger）
- 『夜の人々』 They Live by Night（Jeweler）
- A Song Is Born（クラブのウェイター）
- 悪の力 Force of Evil（ウェイター）
- The Life of Riley（ウェイター）
- The Lone Wolf and His Lady（ウェイター）
- Backfire（タクシーの運転手）
- シェイクダウン Shakedown（タクシーの運転手）
- 『小さな逃亡者』 Little Fugitive（カメラマン）
- An Affair of the Skin（ウェイター）
- Daniel（裁判官）※最後の出演

### テレビドラマ
- ディック・トレーシー（レグ・プロフ）※1950年版
- The Philco Television Playhouse
- アズ・ザ・ワールド・ターンズ（ヒューズおじいさん、ウィルのお父さん）
- East Side/West Side（店主のナット、シュルツ）
- For the People（クラウィッツ）
- Great Performances（コン）

### テレビ番組
- セサミストリート（フーパーさん）
  - セサミストリートのクリスマス
  - A Special Sesame Street Christmas
  - A Walking Tour of Sesame Street

### テレビ映画
- Playing for Time（シュムエル）